# Talcott Parsons
Talcott Parsons (ur. 13 grudnia 1902 w Colorado Springs, zm. 8 maja 1979 w Monachium) – amerykański socjolog, uważany za jednego z najwybitniejszych teoretyków socjologicznych. Jest twórcą funkcjonalno-strukturalistycznej teorii systemów społecznych.

## Kariera akademicka
Od 1944 roku był profesorem Harvard University w Cambridge. 

## Poglądy i koncepcje

### Teoria działania
Talcott Parsons rozwinął teorię działania społecznego Maxa Webera, starając się zintegrować ją z teoriami innych klasyków socjologii (takimi jak Vilfredo Pareto czy Emile Durkheim). W The Structure of Social Action (1937) Parsons pokazuje jak na pojęciu działania można oprzeć całą teorię socjologiczną. W przeciwieństwie jednak do Webera ważniejsze są dla niego role społeczne, a nie pojedyncze jednostki. Role określają interesy, normy i wartości, które z kolei są bodźcem i ograniczeniem dla działań.
Dla Parsonsa generalna teoria socjologiczna musi rozpocząć się od teorii działania, a więc w jaki sposób przebiegają działania społeczne. Jego woluntarystyczna teoria działania była swoistą syntezą założeń utylitaryzmu, pozytywizmu i idealizmu. Autor zwrócił uwagę na to, że ekonomia klasyczna traktuje jednostki jako wolnych aktorów, którzy mając do wyboru wiele możliwości wybierają te, które są dla nich najbardziej pożyteczne. Tymczasem wolność i racjonalność jednostek ludzkich jest ograniczona. Parsons definiuje woluntaryzm jako subiektywne procesy podejmowania decyzji przez indywidualne podmioty, lecz decyzje takie traktuje jako częściowy rezultat pewnego typu nacisków, zarówno normatywnych, jak i sytuacyjnych.
Na działanie woluntarystyczne składają się następujące elementy podstawowe:
1. podmiot jest rozumiany jako indywidualna osoba
2. podmioty są traktowane jako osoby dążące do celu
3. podmioty dysponują alternatywnymi środkami do osiągnięcia celów
4. podmioty stoją wobec rozmaitości warunków sytuacyjnych, takich jak własna konstrukcja biologiczna i genetyczna, jak też i różnorodne naciski środowiskowe, które wpływają na wybór celów i środków
5. podmioty powodowane są wartościami, normami i innymi ideałami w tym sensie, że idee te wpływają na to, co traktowane jest jako cel, oraz na to, jakie środki zostaną wybrane do jego osiągnięcia
6. działanie jest dziełem podmiotów podejmujących subiektywne decyzje dotyczące środków prowadzących do osiągnięcia celów. Wszystkie te decyzje podlegają ograniczającym naciskom za strony idei oraz warunkom sytuacyjnym.

Sposób działania jednostek określany jest przez ich orientacje, które są określone przez pięć par przeciwstawnych zmiennych:
1. afektywne zaangażowanie – afektywna neutralność;
2. całościowość – aspektowość;
3. partykularyzm – uniwersalizm;
4. przypisanie – osiąganie;
5. orientacja na kolektyw – orientacja na własną osobę.

Tworzy to pewien układ zmiennych wzorcowych danego aktora i pozwala analizować jego działania.
Nie tylko jednostki różnią się układem zmiennych wzorcowych. Dominacja pewnej orientacji w społeczeństwie określa jego rodzaj. Dzięki zmiennym wzorcowym 3 i 4 można wyróżnić cztery typy społeczeństw pod względem ich zaawansowania w procesie modernizacji społecznej. Są to:
1. społeczeństwo przypisaniowo-partykularne (społeczeństwo tradycyjne);
2. społeczeństwo uniwersalistyczno-osiągnięciowe (społeczeństwo nowoczesne, np. USA);
3. społeczeństwo uniwersalistyczno-przypisaniowe (społeczeństwo radzieckie czasów stalinowskich);
4. społeczeństwo partykularno-osiągnięciowe (społeczeństwa azjatyckie- np. chińskie).

Pozwala to Parsonsowi przejść z teorii działania do generalnej teorii społeczeństwa

### Teoria systemów
Dla Parsonsa generalna teoria społeczeństwa musi być teorią systemów społecznych. Systemy społeczne są systemami całościami wyodrębnionymi ze środowiska zewnętrznego i różnią się wyraźnie. Są całościami zamkniętymi, nie zaś otwartymi sieciami. Zadaniem każdego systemu jest przetrwanie. Każdy system społeczny dzieli się na podsystemy, które specjalizują się funkcjonalnie i dzielą na dalsze podsystemy.
Podstawowy schemat analityczny stworzony przez Parsonsa nosi nazwę AGIL. Jest to skrótowiec złożony z pierwszych liter czterech podstawowych funkcji, które musi spełniać każdy system społeczny: adaptacja, osiąganie celów, integracja, system podtrzymywania wzorów oraz usuwania napięć.

### Teoria ewolucji społecznej
Teoria społeczna Parsonsa zawiera rozbudowaną teorię rozwoju społecznego o charakterze neoewolucjonistycznym.
Jego zdaniem istnieją cztery podstawowe mechanizmu ewolucji:
1. różnicowanie: podział systemu na podsystemy,
2. doskonalenie adaptacyjne: wzrost efektywności podsystemów,
3. inkluzja: włączanie nowych podsystemów do społeczeństwa,
4. uogólnienia wartości: formułowanie standardów normatywnych na ogólnym poziomie.

W toku ewolucji społeczeństwa przechodzą przez kolejne stadia rozwojowe. Najwyżej rozwinięte społeczeństwo nowoczesne cechuje się:
1. rozwiniętym w pełni podziałem na cztery podsystemy funkcjonalne (AGIL);
2. dominującą rolą gospodarki;
3. rozwiniętym systemem prawnym jako systemem koordynacji i kontroli;
4. systemem stratyfikacji opartym o kryterium osiągnięć;
5. rozwiniętą siecią bezosobowych i złożonych relacji społecznych.

## Najważniejsze prace
- The Structure of Social Action (1937)
- Essays in Sociological Theory (1949)
- The Social System (1951)
- Social Structure and Personality (1964)

## Tłumaczenia prac na j. polski
- Szkice z teorii socjologicznej, Warszawa 1972, PWN, seria Biblioteka Socjologiczna (Essays in Sociological Theory 1949)
- System społeczny, tł. Michał Kaczmarczyk, Kraków 2009, Zakład Wydawniczy "Nomos", ISBN 978-83-7688-006-8 (Social system 1951)
- Struktura społeczna a osobowość, tł. M. Tabin, wstęp Antonina Kłoskowska, Warszawa 1969, Państwowe Wydawnictwo Ekonomiczne, s.454 (Social Structure and Personality 1964)